# Steve Woodmore
Steven "Steve" Woodmore (sinh năm 1959)  là một nhân viên bán hàng điện tử người Anh và diễn viên hài nổi tiếng với khả năng nói nhanh, có thể phát âm 637 từ mỗi phút (wpm), tốc độ nhanh hơn bốn lần so với người bình thường. Woodmore được Sách Kỷ lục Guinness liệt kê là người nói chuyện nhanh nhất thế giới, một danh hiệu mà ông đã nắm giữ trong năm năm, nắm quyền từ người giữ kỷ lục trước đó, John Moschitta Jr.
Theo Woodmore, lần đầu tiên anh phát hiện ra tài năng của mình vào năm 7 tuổi, khi được giao nhiệm vụ đọc các văn bản dài là hình phạt vì nói quá nhiều ở trường.

## Nghề nghiệp

### Người nói nhanh nhất
Steve Woodmore có thể nhanh chóng phát âm với tốc độ 637 từ mỗi phút. Đó là nhanh hơn bốn lần so với con người trung bình.
Woodmore lần đầu tiên nhận ra kỹ năng nói nhanh của mình khi anh bảy tuổi. Ở trường, anh được giáo viên yêu cầu đọc một bài diễn văn dài 8 phút, như một hình phạt do khả năng nói chuyện của anh. Anh ấy chỉ mất hai phút.
Trên chương trình truyền hình Anh ITV Motor Mouth ngày 22 tháng 9 năm 1990, Steve Woodmore đọc một mẩu độc thoại " To be, or not to be từ Bi kịch của Hamlet, Prince of Denmark của William Shakespeare trong 56 giây, năng suất trung bình tỷ lệ 637 từ trong một phút, phá vỡ kỷ lục trước đó của 586 wpm, được thiết lập bởi John Moschitta Jr. Sách Kỷ lục Guinness ghi nhận Woodmore là người nói chuyện nhanh nhất thế giới  cho đến khi kỉ lục của anh đã bị đánh bại bởi Sean Shannon, người giữ kỷ lục hiện tại, khi Guinness ghi nhận Shannon nói với tốc độ 655 từ mỗi phút vào ngày 30 tháng 8 năm 1995.
Khả năng phát âm của anh ấy với tốc độ nhanh như vậy rõ ràng là do anh ấy sử dụng nhiều phần não của mình vào tác vụ hơn người bình thường, như thể hiện trong máy fMRI.
Woodmore đã cố gắng đọc to mã số thuế của Vương quốc Anh. Tuy nhiên, sau ba mươi giờ, anh chưa đạt được một phần tư chặng đường. Cuối cùng anh mất năm ngày để hoàn thành nhiệm vụ.

### Truyền hình thực tế
Woodmore đã xuất hiện trên nhiều chương trình truyền hình và radio, bao gồm Chương trình Bữa sáng 1Xtra của BBC với Twin B  và phim tài liệu Superhumans của Stan Lee.

### Nhân viên bán hàng điện tử
Bên cạnh tài nói nhanh, Woodmore cũng đóng vai trò là nhân viên bán hàng điện tử cho Currys, một nhà bán lẻ điện ở Anh và Ireland.

### Diễn viên hài
Woodmore cũng hoạt động như một diễn viên hài.

## Xuất hiện khác
Vào tháng 6 năm 2011, Woodmore chính thức phát động cuộc thi 5050 Phone a Friend trên toàn quốc, cùng với John Lonergan, tại một sự kiện được tổ chức tại Dublin, nơi công chúng Ailen được thử thách đánh bại kỷ lục thế giới 637 wpm của Woodmore trên truyền hình. Trận chung kết được tổ chức vào ngày 10 tháng 9 năm 2011 

## Cuộc sống cá nhân
Đã kết hôn và có tám người con, anh cư trú tại Orpington, London, Vương quốc Anh. Woodmore hiện đang cố gắng làm chậm tốc độ nói của mình, để có một cuộc trò chuyện bình thường với những người khác.